# Sacrifice humain en Mésoamérique
Le sacrifice humain était une pratique rituelle courante en Mésoamérique jusqu'à la colonisation espagnole des Amériques. Les sources d'information sur le sujet ayant disparu en grand nombre après l'interdiction de ces rituels à l'époque coloniale, il est difficile de distinguer aujourd'hui les particularismes régionaux liés aux divergences religieuses entre les différentes ethnies mésoaméricaines, tout comme les points communs à l'ensemble de ces diverses cultures, à cause du manque d'informations sur le détail des rituels pratiqués par la plupart d'entre elles ; de ce fait, ce sujet est souvent traité du point de vue plus restreint des sacrifices humains aztèques ou mayas, et plus rarement de manière globale.